# Stokesia
Stokesia este un gen de plante din familia Asteraceae, ordinul Asterales.

## Caractere morfologice
- Tulpina
- Frunza
- Florile
- Semințele